# Mavrick Moreno
Mavrick James Moreno (* 30. Januar 1999 in Miami, Florida) ist ein US-amerikanischer Schauspieler, der bisher hauptsächlich als Kinderdarsteller in Film und Fernsehen zum Einsatz kam.

## Leben und Karriere
Mavrick Moreno wurde am 30. Januar 1999 als Sohn von Dawn, einer Haushälterin, und Omar, einem Polizeibeamten, in Miami, Florida, geboren. Er hat zwei Brüder, einen älteren namens Cole, sowie den jüngeren Carson, der bereits mit ihm zusammen vor der Kamera stand. Nachdem Moreno als Achtjähriger als Model bei Printmedien angefangen hatte und dabei nicht nur von nationalen Firmen, sondern auch von europäischen Unternehmen gebucht worden war, schaffte er schon bald den Sprung ins Fernsehen. Hierbei wurde er anfangs vor allem in diversen Werbespots eingesetzt, ehe er erstmals auch in Film- und Fernsehproduktionen zum Einsatz kam. Im Werbebereich war er unter anderem in diversen Werbespots für das Resort Atlantis Paradise Island auf der zu den Bahamas gehörenden Insel Paradise Island zu sehen, spielte aber auch in einem Werbespot zum EpiPen® des niederländischen Arzneimittelunternehmens Mylan an der Seite von Jason Drucker, den er bereits vom Set der Jugendserie Emma, einfach magisch! kannte, mit. Weiters war er in Werbefilmen für Super Mario 3D World, Visionworks of America oder OfficeMax bzw. Office Depot zu sehen.
Morenos Film- und Fernsehkarriere begann im Jahre 2008, als er in einer kleinen Rolle im Hindi-Film Dostana mitwirkte; gefolgt von dem Drama If You Only Knew mit Juliana Harkavy und William Haze. In diesem Film spielte er den zehnjährigen Carlos (dessen erwachsene Version von Ford D’Aprix gespielt wurde); sein jüngerer Bruder Carson spielte im selben Film die fünfjährige Version dieses Charakters. Nachdem Moreno 2012 in einer Episode der Fernsehshow America’s Most Wanted mitgewirkt hatte, trat er noch im selben Jahr in einer nicht unwesentlichen Nebenrolle in der Komödie Die Bestimmer – Kinder haften für ihre Eltern unter der Regie von Andy Fickman auf. In der deutschsprachigen Veröffentlichung des Films wurde ihm die Stimme von Darko Sagara Medina geliehen. Im Jahr 2013 wurde er in den Cast der Nickelodeon-Serie Emma, einfach magisch! geholt, und war in dieser Serie im darauffolgenden Jahr in den ersten 21 Episoden in der Rolle des Mac Davis zu sehen. Seine deutsche Stimme war hier Sebastian Kluckert. Zwei Jahre später mimte er den Charakter Billy Caufield in dem Mysteryfilm Annabelle Hooper and the Ghosts of Nantucket mit Bailee Madison in der Titelrolle. In der deutschsprachigen Synchronfassung des Films spricht ihn Tobias Diakow.

## Filmografie
- 2011: If You Only Knew
- 2012: America’s Most Wanted (Fernsehshow; 1 Episode)
- 2012: Die Bestimmer – Kinder haften für ihre Eltern (Parental Guidance)
- 2014: Emma, einfach magisch! (Every Witch Way) (Fernsehserie; 21 Episoden)
- 2016: Annabelle Hooper and the Ghosts of Nantucket